# Hongar
Der Hongar ist ein 943 m ü. A. hoher Berg in der Marktgemeinde Aurach am Hongar im Bezirk Vöcklabruck. Der nach allen Seiten sanft abfallende Berg liegt auf einem Höhenrücken, der sich zwischen Weyregg am Attersee und Pinsdorf erstreckt. Der Berg ist größtenteils von Wald bedeckt. Rund um den Gipfel befindet sich die weite Weidefläche der Hongaralm. Der Hongar liegt im Naturpark Attersee-Traunsee. Er ist wegen seiner schönen Aussicht über das Alpenvorland, die Salzkammergutberge und das Höllengebirge ein beliebter Wanderberg. 

## Anstiege
Markierte Anstiege auf den Hongar führen von allen Himmelsrichtungen
- Norden: Vom Ortsteil Kasten über den Wanderweg oder die asphaltierte Straße
- Osten: Von Pinsdorf über den Kronberg
- Süden: Von Reindlmühl / Wesenaurach
- Westen: Von der Kreuzingalm über den Alpenberg

## Name
Der Name Hongar ist um 1550 als Aingacht, später auch Aingächt, 1588 als Ainigart belegt und bedeutet „einzelstehender Garten, einsame Gegend“. Über die mundartliche Aussprache hoangart wurde der Name volksetymologisch zu Hungar, Hongar (alt für „Ungar“) umgedeutet.

## Karten
- ÖK 50, Blatt 66 (Gmunden)